# 長坂寿久
長坂 寿久（ながさか としひさ、1942年4月17日 - ）は、拓殖大学国際学部教授。専門は、国際政治学、国際比較地域研究。財団法人国際貿易投資研究所客員研究員。特定非営利活動法人ファミリーハウス前理事長。
1965年、明治大学政治経済学部卒業。日本貿易振興会入会。シドニー、ニューヨーク、アムステルダム駐在などを経て、1999年より現職。

## 著書

### 単著
- 『北を向くオーストラリア――日本との新しい関係』（サイマル出版会, 1978年）
- 『豪洲が見える旅』（フリープレスサービス, 1987年）
- 『ベビーブーマー ――アメリカを変える力』（サイマル出版会, 1988年）
- 『映画、見てますか――スクリーンから読む90年代のアメリカ』（文藝春秋, 1990年／「映画で読むアメリカ」に改題、朝日新聞社[朝日文庫], 1995年）
- 『世界はミドル文化』（サイマル出版会, 1995年）
- 『映画、見てますか. part 2――スクリーンから読む異文化理解』（文藝春秋, 1996年）
- 『ユーロ・ビッグバンと日本のゆくえ』（集英社[集英社新書], 2000年）
- 『オランダモデル――制度疲労なき成熟社会 』（日本経済新聞社, 2000年）
- 『映画で読む21世紀――世紀末の映像と来たるべき社会』（明石書店, 2002年）
- 『グローバリゼーションとNGO・NPO――「政府＝NPO＝企業」の新たな協働関係』（ディーティーピー出版, 2004年）
- 『オランダを知るための60章-エリア・スタディーズ 62』（明石書店, 2007年）
- 『日本のフェアトレード ― 世界を変える希望の貿易』 （明石書店, 2008年) ISBN 475032793X

### 共編著
- （日本貿易振興会）『企業フィランソロピーの時代――よき企業市民への道』（日本貿易振興会, 1991年）

### 訳書
- （ジェフィリー・ブレイニー）『距離の暴虐――オーストラリアはいかに歴史をつくったか』（サイマル出版会, 1980年）
- （ニール・マクラウド）『娘ジェニーと仲間たち――シドニー脳性マヒセンター愛の記録』（サイマル出版会, 1994年）